# Sint-Cunibertuskerk (Wahlwiller)
De Cunibertuskerk in Wahlwiller in de Nederlandse provincie Limburg is gewijd aan de heilige Cunibertus. Delen van de kerk stammen uit de 12e eeuw. In 1215 schonk Hendrik III van Limburg, het patronaatsrecht van de kerken van Mechelen en Wahlwiller aan de Johannieters van Mechelen. De Johannieters waren aansprakelijk voor het onderhoud van de kerk. Uit een visitatierapport uit 1624 blijkt echter dat de kerk van Wahlwiller zo bouwvallig is dat zij wel een schuur lijkt: geen vloer, geen glas meer in de vensters en van binnen volstrekt verwaarloosd. Het allerheiligste werd dan ook in de kerk van Mechelen bewaard. In 1635 bepaalde de rechter dat de Johannieters de kerk moesten repareren en zorg dragen voor een eigen pastoor voor de kerk. In het midden de 17e eeuw werd de kerk verhoogd waarbij van baksteen gebruik werd gemaakt. Het verschil met het oudste (onderste deel) van het schip dat in kalksteen is uitgevoerd en uit de 12e eeuw stamt is ook nu nog goed te zien.
Ondanks de renovatie halverwege de 17e eeuw is de kerk aan het begin van de 18e eeuw opnieuw in een bouwvallige toestand. Een visitatierapport uit 1712 geeft aan dat er geen sacristie is en de dakbedekking aan een kant geheel is verdwenen waardoor de muren kunnen worden aangetast. In de jaren dertig van de 18e eeuw hebben er meerdere reparaties plaatsgevonden. In 1939 werd het koor vergroot tot een driebeukig koor en werd het westelijke toegangsportaal gebouwd. In 1946 heeft Aad de Haas het interieur van schilderingen voorzien. Zestien kruiswegstaties geschilderd op panelen werden in 1949 na een rel overgebracht naar het Bonnefantenmuseum in Maastricht. Na een restauratie van de kerk in de periode 1979-1981 zijn de panelen weer teruggeplaatst in de kerk.
Het gebouw is een rijksmonument.

## De parochie
De kerk van Wahlwiller is sinds de vroege middeleeuwen altijd de hoofdkerk geweest van de parochie Wahlwiller-Mechelen. Ook de kapel (later kerk) van Nijswiller maakte deel uit van deze parochie. Deze situatie veranderde in 1802 door het concordaat van Napoleon met Paus Pius VII. De kerk van Mechelen werd toen hoofdkerk en Wahlwiller maakte deel uit van de parochie Mechelen-Wahlwiler. In 1835 werd Wahlwiller weer een zelfstandige parochie waaraan ook de kerk van Nijswiller werd toegevoegd.

### Pastoors van Wahlwiller
- 1539 Michael de Endovia
- 1558 Johan Scoeps tevens commandeur Johanitterorde Mechelen
- 1597 Simon Hollender (overleden in 1597)
- 1601 Heynrick van Willeberingen
- 1612 - 1620 Jacob Rotarius
- 1620 - 1643 Lambert Cruckelius
- 1644 - 1657 Servatius Sichen (overleden in 1657)
- 1657 - 1666 Joannes Meyers
- 1666 - 1699 Hendrik Schnitzeler
- 1699 - 1730 Jan Duckers (overleden op 10 december 1730 te Wahlwiller)
- 1731 - 1741 Johannes Pessers (overleden in augustus 1741 te Wahlwiller)
- 1742 - 1772 Joannes Hautermans (geboren op 23 oktober 1714 te Wylre)
- 1772 - 1805 Egidius (Gilles) Donia (overleden op 25 november 1805)
- 1806 - 1831 Johannes Putters (geboren omstreeks 1759 en overleden op 4 oktober 1834)
- 1831 - 1833 Jan Joseph Bosten (geboren te Mechelen op 13 januari 1797, overleden te Ubachsberg op 25 februari 1878)
- 1833 - 1836 Johannes Klausener (geboren te Mechelen (B) op 2 september 1797 en overleden te Nieuwenhagen op 4 mei 1874)
- 1836 - 1844 Jan Joseph Bosten (geboren te Mechelen op 13 januari 1797, overleden te Ubachsberg op 25 februari 1878)
- 1844 - 1853 Stephanus Boshouwers (geboren te Oud Valkenburg in 1806, overleden te Slenaken 15 juni 1858)
- 1853 - 1868 Joannes Lanckohr (geboren te Orsbach op 30 september 1816, overleden te 's-Hertogenbosch in 1881)
- 1868 - 1886 Henricus Dautzenberg (geboren te Heerlen op 17 september 1822, overleden te Heerlerheide-Heerlen op 6 april 1886)
- 1886 - 1894 Frans Schyns (geboren te Epen op 2 april 1842, overleden te Eygelshoven op 13 maart 1929)
- 1894 - 1901 Jan Ubachs (geboren te Wittem op 28 februari 1851, overleden te Vijlen op 5 december 1905)
- 1901 - 1904 Joannes Smeets (geboren te Schinveld op 24 september 1854, overleden te Wahlwiller op 19 juli 1904)
- 1904 - 1906 Jan Franck (geboren te Schaesberg op 4 februari 1862, overleden te Kerkrade op 4 juni 1938)
- 1906 - 1917 Joannes Eygelshoven (geboren te Heerlen op 23 oktober 1859 en overleden te Heerlen op 4 januari 1934)
- 1917 - 1926 Joannes Rhoen (geboren te Bocholz op 18 juli 1868 en overleden te Roermond op 8 februari 1947)
- 1926 - 1929 Petrus Ramakers (geboren te Maastricht op 5 januari 1879 en overleden te Margraten op 26 mei 1947)
- 1929 - 1934 Maria Joseph Riga (geboren te Beek op 20 augustus 1882 en overleden te Maastricht op 15 november 1954)
- 1934 - 1944 Henricus Jongen (geboren te Schaesberg op 16 december 1888 en overleden te Vijlen op 20 januari 1962)
- 1944 - 1974 Jacques Mullenders (geboren te Charneux (B) op 20 april 1902 en overleden te Heerlen op 28 februari 1983)
- 1974 - 1976 J. Janssen (geboren te Amby op 18 april 1920 en overleden te Heerlen op 22 april 1998)
- 1976 - 1983 Th. Debets (geboren te Schinnen op 26 oktober 1922)
- 1984 - 1991 Johannes Deckers (geboren te Beesel op 3 juli 1935 en overleden te Baexem op 16 maart 2022)
- 1992 - 1994 Franz Van Ray (geboren te Renkum op 13 november 1920 en overleden te Priorat-Grafintal Saarland (D) op 24 nov. 1994)
- 1994 - Alfons Kurris (geboren te Maastricht op 4 juni 1935)

## Literatuur

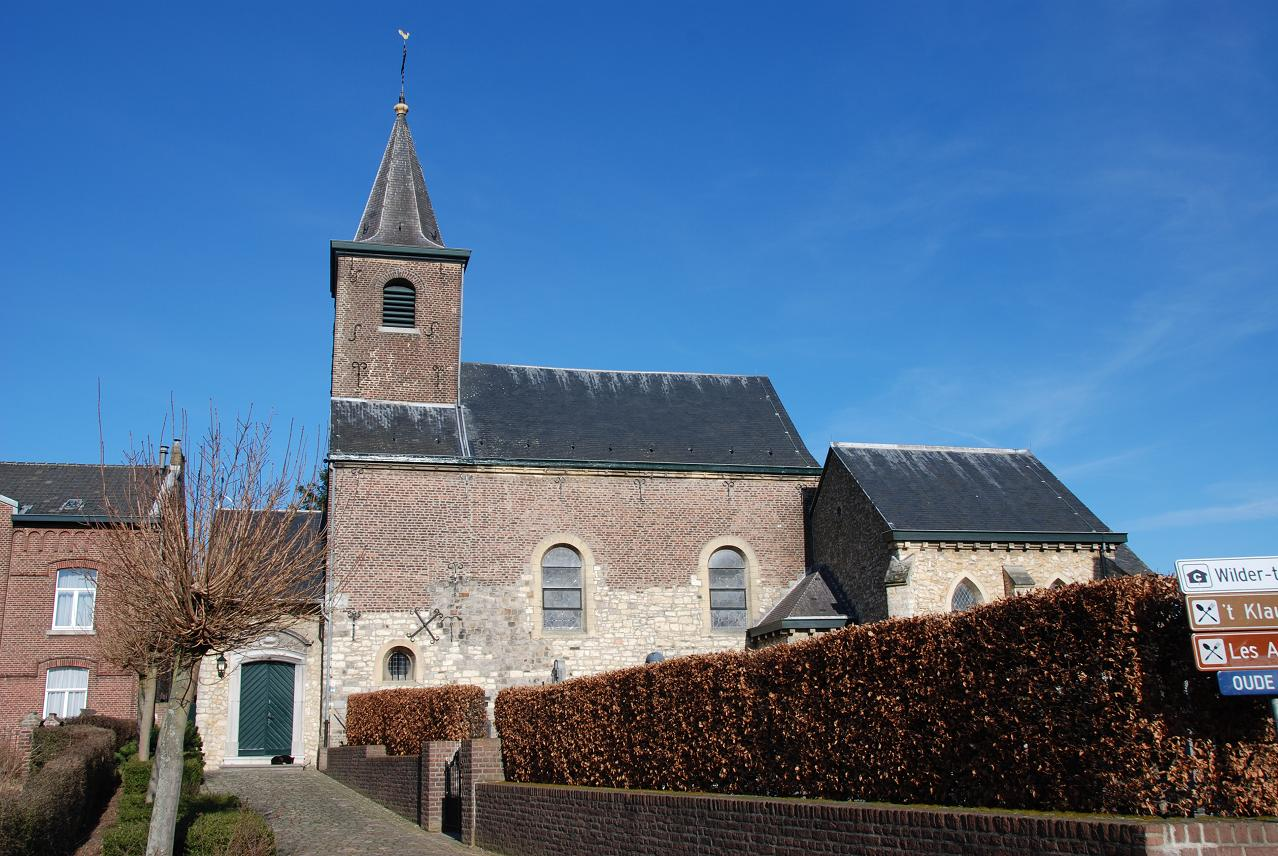